# ぼくのマリー
『ぼくのマリー』は、竹内桜原作、協力・三陽五郎による日本の漫画作品。1994年から1997年まで『週刊ヤングジャンプ』で連載。単行本全10巻で完結。ラジオドラマ化され、OVAとしても全3話で製作された。

## 概要
『増刊ヤングジャンプ』1987年ザ・グレート青春号掲載にて短編として発表（短編集に収録）。後の連載化にあたっては新たに導入部から描かれている。連載当初は青年誌にありがちなラブコメディであったが、作品の中盤から終盤にかけてはひろしと真理との間の男女としてのすれ違い、また人間ではないアンドロイドとしてのマリの苦悩なども描かれている。OVA版とラジオドラマ版は連載当初の設定で制作されている。
竹内にとっての初の週刊連載作にして出世作、かつ後の『ちょこッとSister』と並ぶ代表作。
ひろしの妹として制作されたマリの名の由来は、映画『メトロポリス』に登場する人造美女・マリアなどに代表される「造られた女性」のイメージから来たものであると、ラジオ特番で作者が語っている。タイトルはザ・タイガースの「僕のマリー」に由来するが、内容は特に関係ない。

## あらすじ
大学生の雁狩ひろしは、あこがれの人「真理」さんに話し掛けることもできない。そこでみずからの技術を駆使して、姿形が彼女に瓜二つのアンドロイド「雁狩マリ」を製作してしまった。雁狩マリが生まれたことにより、新しい繋がりが生まれていく。

## 登場人物
雁狩マリ（かりがり マリ）
主人公。ひろしの手により生み出されたアンドロイド。見た目は真理とそっくりに作られている。性格は「素直で従順な日本女性」をプログラムされていたはずなのだが、なぜかかなりのお転婆。世間には「ひろしの妹」ということで通っている。
雁狩ひろし（かりがり ひろし）
同じ大学に通う真理にあこがれる大学生。オクテで話しかけることができないために、その人間離れした技術力により自らの手で真理そっくりのマリを作り上げてしまう。真理に話しかけるときは、不必要に丁寧な敬語を使う。病的に潔癖な性格であり、他人にもそれを求めるのが悪癖と言える。
真理（まり）
ひろしの通う大学におけるみんなの憧れのアイドル。キレイで頭がいい上におしとやかな性格と、非の打ち所のない女性。初めは自分と瓜二つのマリに戸惑うが、すぐに打ち解けるようになる。物語序盤ではマリと同様のロングヘアだったが、中盤以降は今井美樹（連載当時）を意識したショートヘアになる。
雁狩リサ（かりがり リサ）
ひろしの姉。ひろしに匹敵する優秀なエンジニアであり、破天荒な性格。海外を拠点に様々な研究開発を行っている。
幼少時にロボット開発で非凡な才能を発揮した弟・ひろしに奇妙なコンプレックスを持っており、自作のアンドロイド・ユリを送り込んできた。研究資金をとある機関から提供されていたが、自身の都合で（ユリなどの開発に）使いこみ、結果として逃亡生活を送るようになる。最終回ではバクダッドに潜伏しているとユリに連絡がきていた。
ユリ
（自称）ひろしの妹。突然現れ、雁狩邸に居候する。マリに強い対抗意識を持つが、その正体はリサが作ったアンドロイドだった。リサの命令でひろしとマリの関係をぶち壊す行動を起こすが、ひろしによって命令の優先順位を書き換えられる。
消し忘れた失敗作の人格OS「サユリ」が、バックアップ復元時に現れたもので、これはOSプログラムソースコードに「廃棄処分」の落書きがあったことで判明した。
モーフィング変形による可変能力を持っており、小学生から老女まで変身できるが、あくまで副次的な機能であり、変形した状態での稼働は負荷が大きい。
田中（たなか）
ひろしと真理が所属するテニスサークルの部長を務める男子学生。登場当初は、どこか憎めない二枚目の女たらしというキャラクターとして描かれていたが、作品が進行するに従い（特に雁狩リサ開発アンドロイドに家族構成の記憶改竄を行われて以後）、時々登場するコミックリリーフキャラクターとなる。
剣王ひびき（けんのう ひびき）
美人局やケンカの助っ人で小金を稼ぐ不良少女。根は心優しい性格であり、質素な暮らしをしている。とあるきっかけでひろし・マリの兄妹と関わり、その秘密を知ってしまう。物語後半の特別編では、幼稚園教員の見習いとして活躍する。
森尾伊知郎（もりお いちろう）
真理の従弟。髪や服装のセンスに優れ、スポーツにも才能を発揮する好青年。マリが好意を寄せるが、本人はゲイなので周囲の人々との間に壁を作っている。
蟹江（かにえ）
森尾に理解者として慕われている年長の男性。その実、自身の欲望を優先するエゴイストで「女性の匂いがしない」という理由でマリに目を付けた末に間違えて真理をかどわかしてブリーフを穿かせようとした。
三石衛（みついし まもる）
大きな温泉旅館の跡取り息子。真理の家庭教師をしていた頃、彼女と付き合っていた。真理・ひろし・マリを実家の旅館に招待する。
そら
物語の最終盤で登場する。雁狩リサと共に情報機関に追われている。物語のラストで命を落としたマリに再び生命を与える。

## 関連作品
共に『竹内桜短編集（1999年）』に収録。
ぼくのマリー（読み切り版）
『増刊ヤングジャンプ』昭和62年ザ・グレート青春号に掲載された読み切り作品。ストーリー展開は連載版のコミックス第1巻前半と同様。連載版との相違点はマリと真理の髪型がショートボブ（マリのみヘアバンドを着用）で、結末は雁狩と真理が同棲生活を始めたのでマリがスネて家出をする展開になっている。
I♥鉄太郎（あいらぶ・てつたろう）
『ベアーズクラブ』H4年春号・H5年12月号、『週刊ヤングジャンプ』平成10年52号・平成11年1号に掲載された短編作品。科学者・武田リサによって代理彼氏として造られた巨漢アンドロイド・鉄太郎とのコメディ作品。一般化こそしていないが、「人工知能搭載の人型ロボットの研究」が進んでおり、二話目ではリサの人格をコピーしたアンドロイド・アリサが登場した。

## OVA版
リリース
- 第1巻 マリー誕生 1996年3月6日
- 第2巻 剣王ひびき登場 1996年5月22日
- 第3巻 夢みるアンドロイド 1996年8月21日

声の出演
- 雁狩マリ - 宮村優子
- 雁狩ひろし - 岩田光央
- 真理 - 浅田葉子
- 剣王ひびき - 松本梨香

スタッフ
- 監督・絵コンテ - 望月智充
- 脚本 - 坂本郷
- キャラクターデザイン・作画監督 - 田中比呂人
- 美術監督 - 金子英俊
- 撮影監督 - 沖野雅英
- 音楽 - 保刈久明
- 音響監督 - 三間雅文
- プロデューサー - 桜井裕子、本間道幸
- アニメーション制作 - ぴえろ
- 製作 - 樋口和光、布川ゆうじ

主題歌
エンディングテーマ「HELLO, STRANGE DAYS」
作詞 - 青島雪男 / 作曲 - 関口和之 / 編曲 - 保刈久明 / 歌 - 宮村優子

## ラジオ
文化放送他にて岩田光央、宮村優子によるラジオ番組が放送されており、ドラマ部分はCDとして発売されている。岩田・宮村コンビによるハイテンショントークは好評を博し、『宮村優子の直球で行こう!』などに継承された。ラジオドラマは三陽五郎が脚本を担当し（會川昇名義）、またナレーターとして出演もしている。
ぼくのマリー
1995年7月 - 9月
- CDシネマ1 マリー誕生
- CDシネマ2 マリちゃんパワーアップ！
- CDシネマ3 スキだから、KISS？
- ぼくマリ Radio Attack どんどん ぱふぱふ しゃんしゃんしゃん

主題歌
オープニングテーマ「恋をするなら」
作詞 - 青島雪男 / 作曲 - 関口和之 / 編曲 - 髙浪敬太郎 / 歌 - 宮村優子
エンディングテーマ「ぼくのマリー」
作詞 - 青島雪男 / 作曲 - 関口和之 / 編曲 - 髙浪敬太郎 / 歌 - 岩田光央
ぼくのマリ－WARS!!
1996年4月 - 9月
- CDシネマ1 雑居時代
- CDシネマ2 同棲時代
- CDシネマ3 平安時代
- CDシネマ4 蛍雪時代

主題歌
オープニングテーマ「ENDLESS PARTY」
作詞 - 青島雪男 / 作曲 - 関口和之 / 編曲 - 髙浪敬太郎 / 歌 - 宮村優子 with 岩田光央
エンディングテーマ「HELLO, STRANGE DAYS」
作詞 - 青島雪男 / 作曲 - 関口和之 / 編曲 - 保刈久明 / 歌 - 宮村優子
| 文化放送 金曜25:30 - 26:00                      | 文化放送 金曜25:30 - 26:00             | 文化放送 金曜25:30 - 26:00                                         |
| 前番組                                          | 番組名                                 | 次番組                                                             |
| ----------------------------------------------- | -------------------------------------- | ------------------------------------------------------------------ |
| 彰と瞳のKNIGHT OF MIDNIGHT （1995年4月 - 7月）  | ぼくのマリ－ （1995年7月 - 9月）       | 覇王大系リューナイト （1995年10月 - 1996年4月）                    |
| 文化放送 金曜25:30 - 26:00                      |                                        |                                                                    |
| 覇王大系リューナイト （1995年10月 - 1996年4月） | ぼくのマリ－WARS!! （1996年4月 - 9月） | 魔神英雄伝ワタル外伝 ピュアピュアヒミコ （1996年10月 - 1997年3月） |